# Oxytropis heratensis
Oxytropis heratensis är en ärtväxtart som beskrevs av Aleksandr Andrejevitj Bunge. Oxytropis heratensis ingår i släktet klovedlar, och familjen ärtväxter. Inga underarter finns listade i Catalogue of Life.